# Shabnam Mobarez
Shabnam Mobarez (Kabul, Afganistan, 27 d'agost de 1995) és una jugadora de futbol afgana, capitana de la selecció femenina de l'Afganistan entre 2016 i 2018.
Membre d'una família d'ètnia paixtu, originària de Kapisa, va emigrar a Dinamarca als set anys fugint de la Guerra de l'Afganistan. Allà va començar a practicar el futbol, sovint competint amb nois, fins que va ser seleccionada per jugar amb un club professional danès. El 2014 va ser convidada a jugar amb la selecció nacional de Dinamarca, tanmateix va renunciar-hi perquè volia representar Afganistan a nivell internacional i servir com a exemple d'igualtat i dret de les dones afganeses. Aquell mateix any, va debutar amb la selecció afgana i va ser-ne la capitana entre 2016 i 2018. Degut al rebuig del nou contracte ofert de la Federació Agfanesa, va deixar la selecció nacional.
Membre de l'associació Girl Power des de 2016, va recollir el premi de Millor Iniciativa de Futbol Femení atorgat pel World Football Summit l'any 2019 a la selecció femenina de l'Afganistan per la campanya Voice4Voiceless. En aquesta campanya hi denunciaven la discriminació, els maltractes i abusos sexuals que rebien les jugadores de futbol per part de diversos membres de la Federació Afgnesa de Futbol.